# Intel 8008

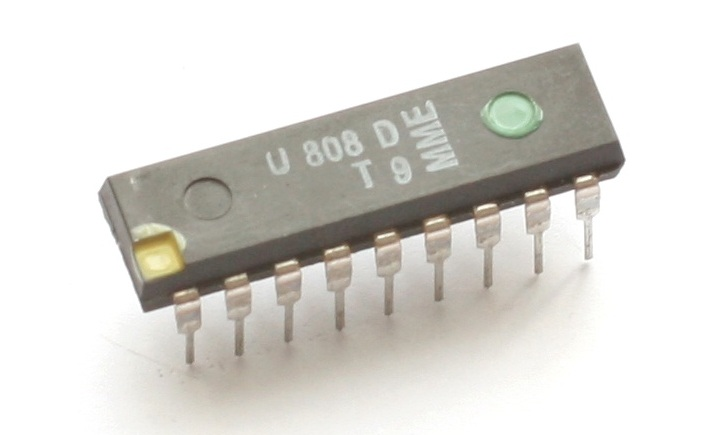
U808 — клон i8008 виготовлений в НДР.

Intel 8008 (також MCS-8) — ранній 8-бітний мікропроцесор, який було розроблено Intel. Його виготовляли починаючи з квітня 1972 року. Це 8-бітний ЦП із зовнішньою 14-бітною адресною шиною, яка могла адресувати 16КБ пам'яті. Спочатку відомий як 1201, чип було замовлено Computer Terminal Corporation (CTC) для реалізації набору інструкцій, розробленого для їхнього програмованого терміналу Datapoint 2200. Оскільки розробка чипа затримувалася і він не задовольняв вимогам CTC щодо швидкості роботи, 2200 використовував власну розробку CTC — центральний процесор базований на ТТЛ. Угода дозволила Intel продавати чип іншим покупцям після того як Seiko виявила до нього інтерес для використання в калькуляторі.

## Історія
CTC була заснована в Сан-Антоніо 1968 року під керівництвом Аустіна Роше і Філа Рея, двох інженерів NASA. Роше був в основному зацікавлений в виготовленні настільного комп'ютера. Проте, враховуючи незрілість ринку, бізнес-план компанії згадував лише про заміну телетайпа ASR-33, який постачався під назвою Datapoint 3300. Пристрій було розроблено Джоном Фрассаніто таким чином, щоб він вміщався на місце, яке займала друкарська машинка IBM Selectric, і використовував екран з таким же співвідношенням сторін, як у термінала для перфокарт IBM 029. Незважаючи на комерційний успіх, 3300 мав проблеми з перегрівом через велику кількість електричних компонент, вміщених у малий простір.
Для того, щоб впоратися з нагріванням та іншими проблемами, почалася переробка, що включала в себе розробку ЦП — реалізацію частини компонент на єдиному чипі. Шукаючи компанію, здатну виготовляти розроблений ними чип, Роше звернувся до Intel, на той час — здебільшого постачальника чипів пам'яті. Роше зустрівся з Робертом Нойсом, який висловив сумніви щодо концепції; Фрассаніто згадує що «Нойс сказав, що це цікава ідея і що Intel може це зробити, але це буде нерозумний крок. Він сказав, що коли у вас є комп'ютерний чип, то ви можете продати лише один чип на комп'ютер, тоді як пам'яті можна продати сотні чипів на комп'ютер.» Інший великий сумнів полягав в тому, що наявна база покупців Intel купувала їх чипи пам'яті для використання зі своїми процесорами; якщо Intel випустить власний процесор, то вони можуть побачити конкурента і почнуть купувати пам'ять деінде. Однак, Нойс погодився на контракт на розробку сумою $50 000 на початку 1970 року. Texas Instruments було підключено як другого постачальника.
TI зміг швидко виготовити зразки 1201, які базувалися на кресленнях Intel,[джерело?] але в них виявилося багато помилок і їх було відкинуто. Власна версія Intel затримувалася. CTC вирішила переробити нову версію терміналу використовуючи окремі мікросхеми дрібної степені інтеграції (транзисторно-транзисторна логіка, TTL) замість одного ЦП. Нову систему було випущено як Datapoint 2200 навесні 1970 року, перші екземпляри було продано 25 квітня 1970. CTC призупинила розробку 1201 після випуску 2200, оскільки він більше не був потрібен. Через пів року, Seiko почала переговори з Intel, висловивши інтерес у використанні 1201 в науковому калькуляторі, ймовірно після успіху простішого Intel 4004, використаного в їх бізнес-калькуляторах Busicom. Було здійснено невелику переробку — розширення від 16-контактного до 18-контактного дизайну, і новий 1210 було доставлено CTC наприкінці 1971 року.
До того часу CTC випустила швидший термінал Datapoint 2200 II. 1201 був недостатньо потужним для нової моделі. CTC вирішила закінчити свою роботу в проєкті 1201, залишаючи пов'язану з проєктом інтелектуальну власність на користь Intel замість сплати $50 000 за контрактом. Intel перейменував чип на 8008, і включив його до свого каталогу в квітні 1972 року за ціною $120. Занепокоєння Intel з приводу наявної бази покупців виявилися необґрунтованими, і 8008 став комерційно успішною розробкою. Його наступником став Intel 8080, а потім — неймовірно успішне сімейство x86. Однією з перших команд, що побудувала завершену систему навколо 8008, була команда Білла Пенца з Каліфорнійського університету, Сакраменто. Sac State 8008 можливо, був першим справжнім мікрокомп'ютером з дисковою операційною системою, побудованою на IBM Basic assembly language в PROM, що керувала кольоровим дисплеєм, жорстким диском, клавіатурою, модемом, пристроєм для зчитування аудіо/паперових плівок і принтером. Проєкт розпочався навесні 1972 року і з ключовою допомогою від Tektronix система була повністю готова через рік. Білл допоміг Intel з набором MCS-8 і подав ключові ідеї для набору інструкцій Intel 8080, що допомогли зробити його корисним для індустрії та ентузіастів.

## Дизайн

Мікроархітектура i8008.

Виготовлений за 10 мкм PMOS технологією з кремнієвим затвором, початкові версії 8008 мали частоту 0,5 МГц, пізніше збільшені в моделі 8008-1 до 0,8 МГц. Інструкції виконувалися від 3-х до 11-ти циклів: завантаження регістр-регістр і операції АЛП тривали 5 тактів (10 мкс на 0,5 МГц), регістр-пам'ять — 8 тактів (16 мкс), тоді як виклики і переходи — 11 тактів (22 мкс). 8008 був дещо повільніший з погляду кількості інструкцій за секунду (45 000 проти 100 000), ніж 4-бітні Intel 4004 та Intel 4040, але 8008 опрацьовував інформацію по 8 біт за такт і міг адресувати значно більший обсяг пам'яті, що давало відчутну перевагу у швидкості для більшості задач. 8008 мав 2500 транзисторів.
Наступні ЦП — Intel 8080 і 8085 були побудовані на тому ж дизайні; навіть архітектура x86 (яка була спочатку деяким розширенням 8085) відтворює дизайн Datapoint 2200 (кожна інструкція з набору 8008 має прямий еквівалент у наборі інструкцій 8080 і навіть у наборі інструкцій Intel Core 2, хоча коди операцій у всіх трьох різні[джерело?]).
Чип (обмежений 18 контактами DIP корпусу) мав одну 8-бітну шину і вимагав значної зовнішньої підтримки. Наприклад, 14-бітна адреса, яка могла отримувати доступ до «16 К x 8 біт пам'яті», мала бути перетворена на зовнішню адресу регістра пам'яті (MAR). 8008 міг отримувати доступ до 8 портів вводу і 24 портів виводу.
Для використання як контролера в комп'ютерних терміналах це був прийнятний дизайн, але він був занадто складний для використання в більшості інших задач. Лише декілька ранніх комп'ютерів базувалося на ньому, але більшість використовувала пізніший і значно поліпшений Intel 8080.

## Використання процесора
Так у 1974 році  компанія CTC на базі Intel 8008 розробляла програмований термінал Datapoint 2200. Но плани змінилися, і CTC відмовилась від процесора Intel. Intel 8008 використовувався у терміналах MCM70, Mark-8 або SCELBI.

## Технічні характеристики
- Дата анонсу: 1 квітня 1972 року
- Тактова частота: 500 кГц (у наступних моделях С8008-1 і D8008-1 — 800 кГц) [5]
- Внутрішній 8-рівневий стек
- Розрядність шини: 8 біт
- Пам'ять команди: 16 Кбайт
- Місткість адресної пам'яті (код і дані): 16 Кбайт
- Кількість транзисторів: 3500
- Тех процес, нм: 10000 (10 мкм)
- Розмір: DIP18
- Корпус: 18-контактний керамічний або пластиковий (моделі С8008, D8008, P8008)